# Bókay Antal
Bókay Antal (Pécs, 1951. január 6. –) magyar irodalomtörténész, kritikus, egyetemi tanár.

## Élete
A Nagy Lajos Gimnáziumban érettségizett 1969-ben. 1970–1974 között magyar–angol szakon végzett a Pécsi Tanárképző Főiskolán, majd 1974–1976 között az ELTE Bölcsészettudományi Karán magyar nyelv és irodalom szakos hallgatója volt. 1974 óta a Pécsi Tanárképző Főiskola (majd Janus Pannonius Tudományegyetem, Pécsi Tudományegyetem) oktatója. 1981-től az irodalomtudományok kandidátusa és docens, 1996-ban a József Attila Tudományegyetemen habilitált. 1997-óta egyetemi tanár. 2010-óta az MTA doktora.
1998–2004 között a PTE Angol Nyelvű Irodalmak és Kultúrák Tanszékének vezetője volt, 1999–2003 között a Bölcsészettudományi Kar dékánhelyettese. 2003. augusztusától 2007. júliusáig a Pécsi Tudományegyetem oktatási rektorhelyettese. Több ciklusban a Magyar Tudományos Akadémia Irodalomtudományi Bizottságárának tagja. 2003-tól az Országos Kredittanács tagja, majd 2008-tól 2011-ig elnöke.
Kutatási témái a modern angol és magyar nyelvű költészet, a jelenkori irodalomelmélet és a pszichoanalízis elmélete–története, illetve József Attila költészete.
Állambiztonsági kapcsolatai: „Szalontai István” = Bókay Antal, egyetemi oktató.  Szőnyei Tamás Titkos írás I-II. - Állambiztonsági szolgálat és irodalmi élet. II kötet 2012. 396. oldal. Bókay Antal 1978 januárjában Csordás Gábor íróra jelentett Wohlfárth Viktor rendőrszázadosnak, aki tartótisztje volt. Bókay Antalt a Pécsi Tanárképző Főiskola 26 éves tanársegédét hazafias alapon szervezték be. Szalontai István ÁBTL: M-38447 34-35 o. 6-os kartonjának alsó száma: 241829, fölső száma:0158-09-8. Árulás miatt 1980 szeptemberében kizárták a hálózatból, amellyel tartótisztje értékelése szerint, egyébként csak számításból tartotta fenn a kapcsolatot. 1987-ben a Baranya megyei III/III osztály reaktiválta. Valószínűleg ekkor húzták át a 6-os kartonja alján a kizárást jelző 07-es kódot, és vezették fel a foglalkoztatott voltára utaló 04-et.

## Művei
- A modern grammatika eljárásai a szövegelemzésben; Tanárképző Főiskola, Pécs, 1973 (Tudományos diákköri tanulmányok)
- "Köztetek lettem én bolond...". Sors és vers József Attila utolsó éveiben (társszerző, 1982)
- Az irodalomtudomány alapjai. Irányzatok (tanulmányok, 1992)
- Pszichoanalízis – a belső nyelv tudománya; szerk. Bókay Antal, szöveggond. Mártonffy Marcell; Hazánk, Győr, 1992
- Irodalomtudomány a modern és a posztmodern korban (tanulmányok, 1997)
- Pszichoanalízis és irodalomtudomány (társszerző; szöveggyűjtemény, 1998)
- A modern irodalomtudomány kialakulása. A pozitivizmustól a strukturalizmusig. Szöveggyűjtemény; szerk. Bókay Antal, Vilcsek Béla; Osiris, Bp., 1998 (Osiris tankönyvek)
- Eszmélet - tárgyi-poétikai fantázia egy költői életműről (2002)
- Szöveg az egész világ. Petőfi Sándor János 70. születésnapjára; szerk. Andor József, Benkes Zsuzsa, Bókay Antal; Tinta, Bp., 2002
- A posztmodern irodalomtudomány kialakulása. A posztstrukturalizmustól a posztkolonialitásig. Szöveggyűjtemény; szerk. Bókay Antal et al., ford. Angyalosi Gergely et al.; Osiris, Bp., 2002 (Osiris tankönyvek)
- Modern sorsok és késő modern poétikák. Tanulmányok Sylvia Plathról és Ted Hughesról; szerk. Rácz István, Bókay Antal; Janus–Gondolat, Pécs–Bp., 2002 (British studies Irodalomtudomány)
- Keresztez(őd)ések. Dekonstrukció, retorika és megértés a mai irodalomelméletben; szerk. Bókay Antal, M. Sándorfi Edina; Janus–Gondolat, Pécs–Bp., 2003 (Orbis universitatis Irodalomtudomány)
- József Attila poétikái (2004)
- Bevezetés az irodalomtudományba (2006)
- Líra és modernitás – József Attila én-poétikája (2006)
- Typus Budapestiensis. Tanulmányok a pszichoanalízis budapesti iskolájának történetéről és hatásáról; szerk. Erős Ferenc, Lénárd Kata, Bókay Antal; Thalassa, Bp., 2008

## Díjai, kitüntetései
- Az irodalomtudományok kandidátusa (1981)
- Széchenyi professzori ösztöndíj (1997-2000)
- A Magyar Tudományos Akadémia doktora (2010)[6]